# Scott Terra
Scott Weston Terra (nascido em 25 de junho de 1987) é um ator norte-americano, talvez  mais reconhecido por seu papel como Matthew Murdock  no filme Demolidor de 2003. Terra também participou como Sam Finney em Dickie Roberts: Former Child Star.

## Filmografia
- Beverly Hills, 90210 (1990) ..... Peter Foley
- Touched by an Angel (1994) ..... Lonnie at 10
- Spin City (1996) ..... Justin
- 7th Heaven (1996) ..... Bert Miller
- Shadrach (1998) - Paul
- Charmed (Season One) - Out of Sight (1999) - David
- Providence (1999) ..... Ethan O`Brien
- Going Home (2000) (TV) - Dylan
- Ground Zero (2000) - Justin Stevenson
- The Perfect Nanny (2000) - Ben Lewis
- Motorcrossed (2001) (TV) - Jason Carson
- Sol Goode (2001)
- Sons of Mistletoe (2001) (TV) - Wylie Armstrong
- Redemption of the Ghost (2002) - Jack
- Eight Legged Freaks (2002) - Mike Parker
- Daredevil (2003) - Jovem Matthew Murdock
- Dickie Roberts: Former Child Star (2003) - Sam Finney
- Notes from the Underbelly (2006)